# Volund (musikdrama)

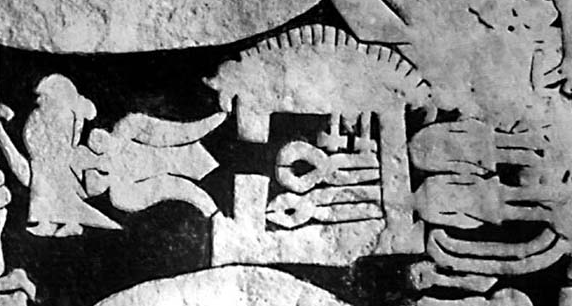
Motiv ur Volundskvädet från den åttonde av Ardrestenarna

Volund är ett svenskt folkmusikdrama från 1997 med musik av Jan Ekedahl och sångtexter av Eva Sjöstrand. Det handlar om den fornnordiske smeden Volund, som hämnas våldsamt och gruvligt på den avundsjuke kungen Nidad. Förlaga är kvädet om Volund ur den poetiska Eddan. Inspirationen till verket var avbildningen av Volund på en av Ardrestenarna, en gotländsk bildsten från 750-talet. Musikdramat arrangerades för kör av dirigenten Mats Hallberg.
Verket hade urpremiär 24 juni 1997 i S:t Clemens kyrkoruin i Visby, uppfört av kören Allmänna Sången Visby och folkmusikgruppen Gunnfjauns kapell. År 1998 gavs musiken ut på CD.

## Låtlista
1. "Lommen"
2. "Livets morgon"
3. "Fjaugen"
4. "En del av himlen"
5. "Begäret"
6. "Vreden"
7. "Hämnden"
8. "Besvärjelsen"
9. "Is"
10. "Stjännu"
11. "Andetag"